# Linjeflyg-Flug 267
Auf dem Linjeflyg-Flug 267 (Flugnummer: LF267) verunglückte am 20. November 1964 eine Convair CV-440 der Linjeflyg im Landeanflug auf den Flughafen Ängelholm. Bei dem Unfall kamen 31 der 43 Menschen an Bord ums Leben. Es handelt sich um den opferreichsten Flugunfall in Schweden. Der Unfall ereignete sich, nachdem die Piloten von der Befeuerung des militärisch konfigurierten Flughafens Ängelholm irrgeleitet wurden, wobei sie eine Anordnung von Lichtern irrtümlicherweise für die Landebahn hielten.

## Maschine
Die betroffene Maschine war 1954 als Convair CV-340-62 mit der Werknummer 195 gebaut worden. Die Convair wurde anschließend nach Brasilien exportiert und am 17. November 1954 mit dem Luftfahrzeugkennzeichen PP-YRC an die REAL Transportes Aéreos ausgeliefert. Nach einer Fusion dieser Fluggesellschaft ging die Maschine im August 1961 bei der VARIG in Betrieb. Am 12. Dezember 1961 übernahm die Linjeflyg die Maschine und ließ diese mit ihrem letzten Kennzeichen SE-CCK zu. Im Jahr 1962 wurde die Convair zum Typ CV-440 umgebaut. Das zweimotorige Mittelstreckenflugzeug war mit zwei Sternmotoren des Typs Pratt & Whitney R-2800 Double Wasp ausgerüstet.

## Passagiere und Besatzung
Den Flug auf dem betroffenen Flugabschnitt hatten 39 Passagiere angetreten, darunter ein Kind sowie drei Mitglieder des schwedischen Parlaments. Es befand sich eine vierköpfige Besatzung an Bord, die sich ihrerseits in eine zweiköpfige Cockpitbesatzung sowie eine zweiköpfige Kabinenbesatzung unterteilte. Die Cockpitbesatzung bestand aus einem Flugkapitän und einem Ersten Offizier. Flugkapitän war der 38-jährige Bertil Håkansson (* 10. Juni 1926). Er verfügte über etwa 6.000 Stunden Flugerfahrung, wovon er 600 Flugstunden im Cockpit der Convair CV-340/440 absolviert hatte. Erster Offizier war der 38-jährige Jan Skagestad (* 24. August 1926), welcher über 6.100 Stunden Flugerfahrung verfügte, wovon er 850 Stunden in Maschinen der Typen Convair CV-340 und CV-440 absolviert hatte. Die Kabinenbesatzung bestand aus zwei Flugbegleiterinnen: Louise Hoffsten und der 24-jährigen Christina Hallgren. Eine der beiden Flugbegleiterinnen befand sich noch in der Ausbildung.

## Unfallhergang

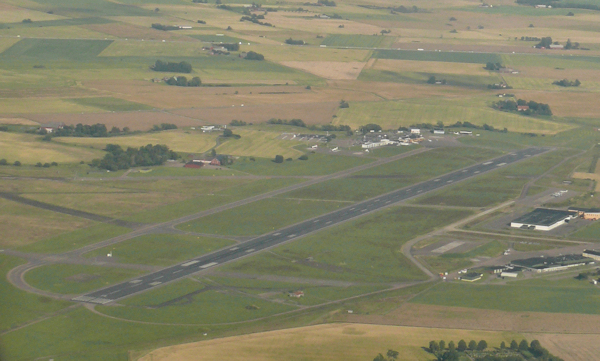
Flughafen Ängelholm

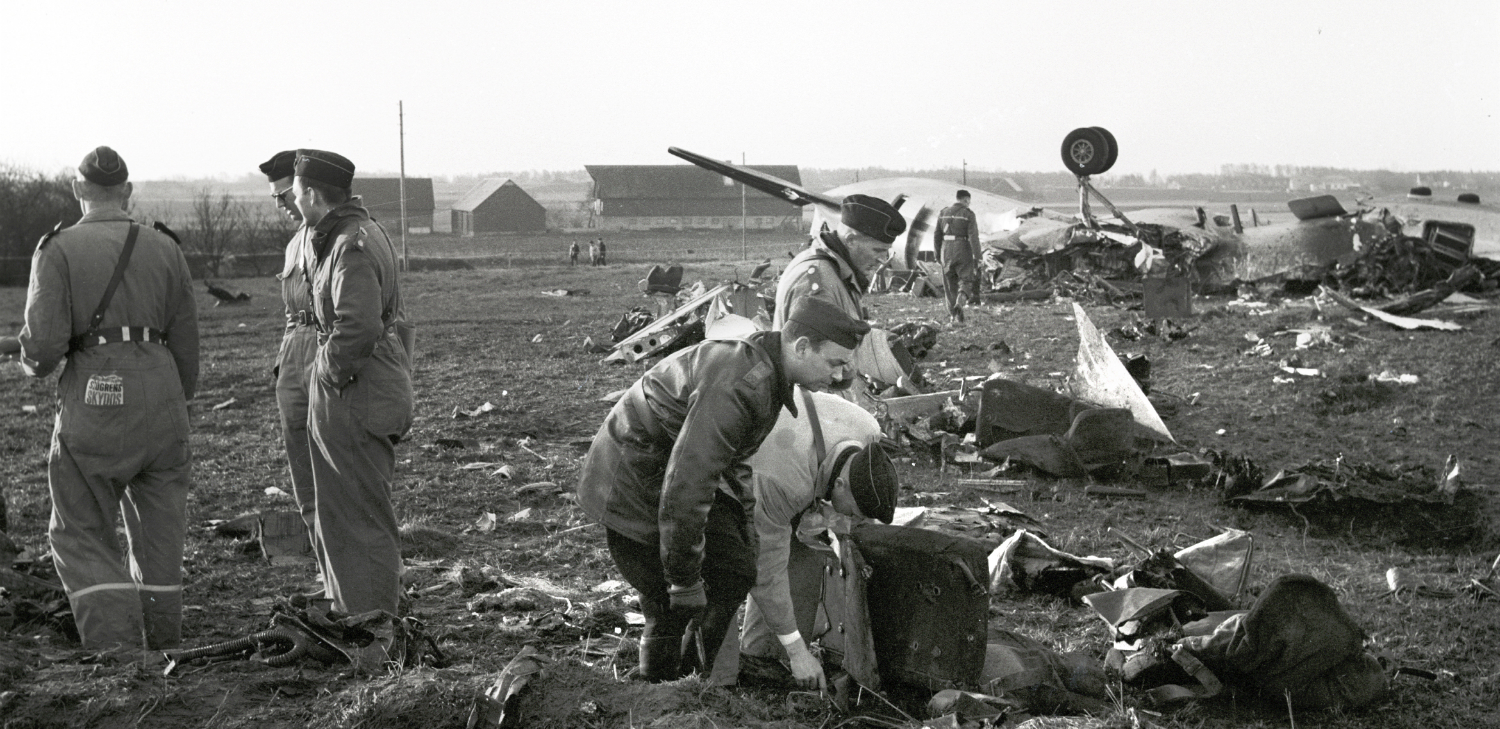
Bergungstrupps sichern Eigentum der Insassen an der Unfallstelle

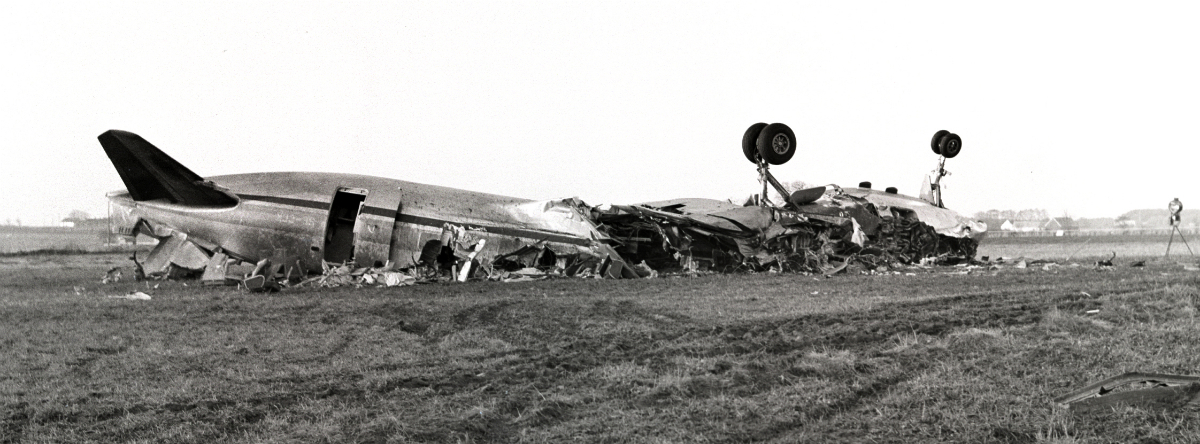
Das Wrack der Maschine einen Tag nach dem Unfall

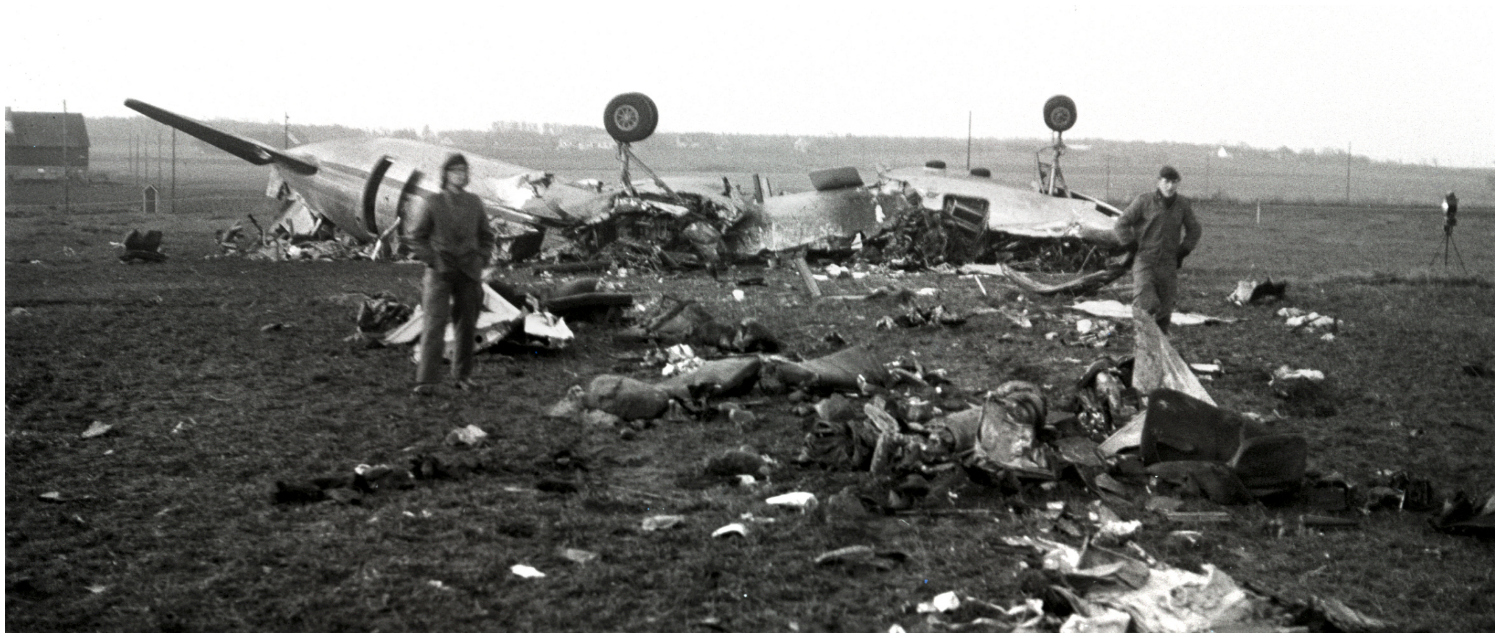
Bergungsarbeiten an der Unfallstelle

Die Maschine war um 19:46 Uhr Ortszeit vom Flughafen Stockholm-Bromma gestartet. Der Flug wurde in einer Flughöhe von 3.600 Metern (12.000 Fuß) durchgeführt. Aufgrund von schwierigen Wetterbedingungen, geprägt von Nebel, wurde die Entscheidung getroffen, dass die Maschine nicht in Hultsfred zwischenlanden sollte. Die Flugnummer wurde daraufhin in LF267V geändert, um dies zu signalisieren. Der Meteorologe am Flughafen Ängelholm empfahl, den Zwischenstopp am Flughafen Halmstad ebenfalls auszulassen und unmittelbar nach Ängelholm weiterzufliegen. Letztlich folgten die Piloten dieser Empfehlung. Die Piloten planten, einen kombinierten Instrumenten- und Sichtanflug auf die Landebahn 14 durchzuführen. Die Sicht war schlecht, mit einer Sichtweite von 1,5 km bis 2 km, einer Wolkenhöhe von 60 m und Regen. Auf der Höhe von Halmstad erhielten die Piloten Bescheid, dass sich das Wetter in Ängelholm verbessert habe, weswegen diese Stadt dann direkt angeflogen wurde. Die Sichtweiten in der Gegend um Ängelholm betrugen ebenfalls weniger als 2,0 Kilometer bei einer niedrig hängenden Wolkendecke, weshalb die Flugsicherung die Anflugbefeuerung einschaltete. Als ziviler Sektor des schwedischen Luftwaffenstützpunkts F 10 Ängelholm hatte der Flughafen eine militärische Konfiguration der Anflugbefeuerung, die nicht der normalen zivilen Lampenkonfiguration entsprach. Dies verursachte einen Pilotenfehler in der Navigation.
Beim Anflug war das Flugzeug vom Kurs abgekommen und hatte zu geringe Höhe. Die Piloten erhöhten zwar die Triebwerksleistung, aber das Flugzeug berührte dennoch zwei Kilometer vor der Landebahnschwelle den Boden und setzte kurzzeitig auf einem Acker auf. Kurz danach streifte es eine Oberleitung der Eisenbahn und stürzte daraufhin zu Boden, rutschte einige hundert Meter auf dem Boden und überschlug sich dann auf das Dach. Zwölf der an Bord befindlichen Personen überlebten den Unfall. Trotz der vielen Todesopfer konnten drei Menschen unverletzt aus dem Wrack steigen.

## Ursache
Die Untersuchungskommission kam zu keiner eindeutigen Feststellung der Unfallursache, aber die wahrscheinlichste Erklärung war, dass es eine Verkettung mehrerer Umstände war: Zur damaligen Zeit wurde der Flughafen Ängelholm überwiegend militärisch genutzt. Das Instrumentenlandesystem wich in der Konfiguration seiner Funkfeuer erheblich von jenem ab, welches an zivilen Flughäfen zum Einsatz kommt, ebenso die Landebahnbefeuerung. Die Piloten wussten nicht genau, wie die militärischen Leitlichter vor der Landebahn platziert waren. Die Einflugfunkfeuer ("outer" und "inner marker") LJ und J des Flughafens waren weiter von der Landebahn entfernt als dies zur damaligen Zeit in der zivilen Luftfahrt üblich war. LJ war 10,4 Kilometer anstelle der üblichen sieben Kilometer von der Landebahn entfernt, J befand sich 3.080 Meter anstelle der üblichen 1.200 Meter vor der Landebahn. Außerdem gab es einige Missverständnisse im Funkverkehr zwischen dem Fluglotsen und den Piloten. Sechs Monate vorher hatten Linjeflygs Piloten die Anflugbedingungen auf den Militärflugplätzen kritisiert und Verbesserungen gefordert. Die Untersuchungskommission stellte kein Verschulden der Piloten oder der Flugsicherung fest und konzentrierte sich stattdessen auf Versäumnisse der schwedischen Luftwaffe und der Zivilluftfahrtbehörde dahingehend, Militärflughäfen nicht gemäß den zivilen Vorschriften konfiguriert zu haben.

## Folgen
Infolge des Unfalls wurden die Budgets für Militärflugbehörden erhöht, was später dazu führte, dass diese ihr Instrumentenlandesystem und die Befeuerung änderten, um den Anforderungen der zivilen Luftfahrt gerecht zu werden.